# لویی پیژورله
لویی پیژورله (فرانسوی: Louis Pijourlet‎؛ زادهٔ ۱۷ اکتبر ۱۹۹۵) دوچرخه‌سوار اهل فرانسه است.
وی در مسابقات کشوری و بین‌المللی در مجموع برندهٔ ۱ مدال طلا شده‌است.